# لرد اعظم
لرد اعظم بریتانیای کبیر (به انگلیسی: Lord High Chancellor of Great Britain) یکی از وزرای ارشد تاج در دولت بریتانیا است. لرد اعظم وزیر دادگستری در انگلستان و ولز و بالارتبه‌ترین افسر عالی در اسکاتلند و انگلستان است و اسماً از نخست‌وزیر بالاتر است. فرمانروای بریتانیا به توصیهٔ نخست‌وزیر لرد اعظم را منصوب و برکنار می‌کند. پیش از اتحاد انگلستان و اسکاتلند در پادشاهی بریتانیای کبیر، لردهای اعظم پادشاهی انگلستان (شامل ولز) و پادشاهی اسکاتلند جدا بودند. به همین ترتیب، لردنشین ایرلند و کشورهای جانشین آن (پادشاهی ایرلند و پادشاهی متحده بریتانیای کبیر و ایرلند) سمت لرد اعظم ایرلند را تا تأسیس دولت آزاد ایرلند در سال ۱۹۲۲ حفظ کردند و پس از آن این سمت برچیده شد.
لرد اعظم عضوی از کابینه است و طبق قانون، وزیر تاج مسئول عملکرد مؤثر و استقلال دادگاه‌ها است. به این ترتیب لرد اعظم وزارت دادگستری را رهبری می‌کند و صدای قوهٔ قضائیه در کابینه است. در سال ۲۰۰۵، تغییراتی در نظام حقوقی و مقام لرد اعظم ایجاد شد. پیش از این، لرد اعظم رئیس مجلس اعیان، رئیس نظام دادگستری انگلستان و ولز و قاضی رئیس بخش کیفری در دیوان عالی دادگستری نیز بود. مصوبه اصلاحات قانون اساسی ۲۰۰۵ این نقش ها را به ترتیب به لرد سخنران، رئیس کل دادگستری و رئیس دیوان عالی واگذار کرد.
یکی از مسئولیت‌های لرد اعظم این است که به‌عنوان نگهبان مهر بزرگ قلمرو عمل کند، که به‌طور تاریخی در کیف لرد اعظم نگهداری می‌شود. ممکن است به جای لرد اعظم، یک لرد حافظ مهر بزرگ منصوب شود. این دو مقام دقیقاً وظایف یکسانی دارند؛ تنها تمایز در نحوهٔ انتصاب است. کمیته‌ای از افراد به عنوان لرد کمیسیونر مهر بزرگ ممکن است به جای مقام لرد اعظم عمل کنند، معمولاً زمانی که در کار لرد اعظم و جانشینش تأخیری باشد. سپس گفته می‌شود که مقام در کمیسیون است. البته از سدهٔ نوزدهم تنها لردهای اعظم به مقامشان منصوب شده‌اند.